# Clap for Xi Jinping: A Great Speech
Clap for Xi Jinping: A Great Speech és un videojoc en línia per a mòbil xinès desenvolupat per Tencent. Fou llançat poc després del 19è Congrés Nacional del Partit Comunista de la Xina, fent-se viral a la República Popular de la Xina en poc temps. Consisteix en aplaudir després de veure fragments del discurs de Xi Jinping. Ha tingut notorietat als mitjans de comunicació dels Estats Units com un nen de vuit anys hi jugava. Està en xinès i solament està disponible per a telèfons intel·ligents.
El videojoc mostra uns vídeos de 10 segons que quan s'acaben el jugador polsa a les pantalles fent que "s'aplaudisca". La puntuació que aconsegueix es fa pública amb rànquings de jugadors.